# 擬平棘腔吻鱈
擬平棘腔吻鱈，為輻鰭魚綱鱈形目鼠尾鱈科腔吻鱈屬的其中一種，分布於南大西洋海域，屬深海底棲性魚類，棲息在底中層水域，生活習性不明。